# Ido-ji
Ido-ji (井戸寺) est le 17e temple du pèlerinage de Shikoku. Il est situé sur la municipalité de Tokushima, préfecture de Tokushima, au Japon.
Il fut fondé par l'empereur Tenmu.
On y accède, depuis le temple 16, Kannon-ji, après une marche d'environ 3 km en ville.
En 2015, le Ido-ji est désigné Japan Heritage avec les 87 autres temples du pèlerinage de Shikoku.